# Hrvatsko novinarstvo
Hrvatsko novinarstvo čine svi informativni mediji na hrvatskome jeziku ili mediji objavljeni u hrvatskome kulturnom prostoru i oni koji ih stvaraju, od tiskovina, radija i televizije do internetskih stranica.

## Začeci novinarstva u Hrvatskoj
Tjednik Ephemerides Zagrebienses koji se pojavio u Zagrebu 1771. prve su novine u Hrvatskoj, nema sačuvanih primjeraka. Petnaest godina kasnije (1786.) pojavio se Agramer Deutsche Zeitung, tiskan na njemačkom jeziku, također nije sačuvan, tek je treći zagrebački list sačuvan, Kroatischer Korrespondent koji izlazi od 3. lipnja 1789. godine.
U Zadru 1806. godine počinje izlaziti dvojezični "Il regio Dalmata - Kraglski Dalmatin".

## Hrvatski narodni preporod
Ljudevit Gaj pokreće 6. siječnja 1835. Novine horvatske koja 10. siječnja dobiva prilog Danica horvatska, slavonska i dalmatinska.

## Poslije 2. svjetskog rata
KPJ raste od 141.066 članova 1945. na 285.147 članova 1948. godine. Ovaj rast povećava se sljedećih godina skoro eksponencijalno, unatoč isključivanjima nepodobnih - 1948. godine isključena su 55.342 člana, do 1952. godine primljeno je novih 654.203 članova, isključeno je 145.624 članova, ukupno članstvo početkom 1953. godine je 772.920 članova. Boljševizacija društva je potpuna, napose u informativnom sustavu.
Nova je vlast donijela Zakon o štampi u kojem je proklamirana sloboda tiska. Ovoj formalnoj slobodi stroge se granice postavljaju u istom Zakonu o štampi i u Kaznenom zakonu. Hrvatski agitprop do proljeća 1949. djeluje slično kao u Sovjetskom Savezu, slavi druga Staljina i boljševičku ideologiju te u kulturi propagira socrealizam, tj. kulturu u službi državne socijalističke ideologije. Ako crkva ne može biti državna, glavna zapreka Titu u podjarmljivanju Katoličke crkve bio je Stepinac, tisak je bio državni te je građanima prenosio i propagirao politiku i odluke partijskoga vrha, koji se klasno borio protiv ostataka civilnog društva, stvarnih ili imaginarnih ratnih neprijatelja i vrha Katoličke crkve.
Tisak Katoličke crkve nakon Drugog svjetskog rata bio je potpuno onemogućen, država je konfiscirala tiskarske strojeve i upravljala distribucijom papira za tisak. U to vrijeme objavljen je pamflet Magnum Crimen, za koga je bilo papira. U izvještaju Agitpropa CK KPH iz 1948. piše: svi listovi i časopisi u Hrvatskoj, osim jednog katoličkog, su pod rukovodstvom Partije.

## U neovisnoj Hrvatskoj
Težak put Hrvatske u demokraciju vidljiv je u hrvatskim novinama. Na tribini u Društvu književnika Hrvatske pojavio se zahtjev za uvođenjem višestranačja, u Vjesniku iz travnja 1988. može se pročitati najoštrija osuda takvih ideja, glavne se govornike proziva zbog neprihvatljivih političkih teza i zlouporabe književničke tribine. U članku Vjesnika "Parada lažnog humanizma" od 15. travnja 1988. ideje o slobodi mišljenja i iskazivanju i razvijanju prava na nacionalni identitet osuđene su kao politikanstvo, provokacija, nedobronamjernost i lažni humanizam, kao da humanizam postoji bez slobode mišljenja i govora. Partijsko velikosrpsko licemjerje doseglo je vrhunac, ono što je bilo dopušteno Miloševiću, nije bilo dopušteno drugim republikama. Danko Plevnik, urednik Komunista za Hrvatsku objavio je 29. rujna 1989. dok su maspokovci u Hrvatskoj za svoje hrvatovanje dobili desetak godina, srpski nacionalisti su za svoje srbovanje dobivali najviše republičke nagrade...
Kritika iz Srbije došla je ubrzo, 6. listopada 1989. srpski Komunist piše: "Borba Biščevića, Plevnika ... za DRŽAVU HRVATSKU je očigledna. Ne kažu izričito jasno da li ona treba da bude i NEZAVISNA." Primijenjen je stari, prokušani recept protiv svih u Hrvatskoj koji su se ikad opirali velikosrpskoj politici - ocrnjeni su kao sljedbenici ustaštva i NDH.
U Domovinskom ratu poginuli su mnogi hrvatski novinari: 1991. godine njih desetorica: Siniša Glavašević, Žarko Kaić, Živko Krstičević, Gordan Lederer, Stjepan Penić, Đuro Podboj, Branimir Polovina, Zdenko Purgar, Nikola Stojanac, Pavo Urban, 1992. dvojica: Ivan Maršić, Tihomir Tunuković, 1993. dvojica: Tomica Belavić, Željko Ružić.

## Internetsko novinarstvo
Od medija Hrvati najviše vjeruju internetu, naime 45 % ispitanika iskazuje povjerenje u internet, pokazalo je ispitivanje iz 2009. godine. Hrvatska domena .hr dodijeljena je CARNetu početkom 1993. godine, tijekom 1994. kreirane su prve hrvatske internetske stranice. Iz tablice pokretanja internetskih stranica danas klasičnih hrvatskih medija (televizije i novina) u knjizi Online novinarstvo Mate Brautovića vidljive su promjene u hrvatskome novinskom izdavaštvu:
| Naziv medija       | Vrijeme pokretanja internetskih stranica | Komentar     |
| ------------------ | ---------------------------------------- | ------------ |
| HRT                | 1994.                                    |              |
| Glas Istre         | lipanj 1996.                             |              |
| Monitor.hr         | 1997.                                    |              |
| Feral Tribune      | kolovoz 1998.                            | ugašen 2008. |
| Vjesnik            | listopad 1998.                           | ugašen 2012. |
| Večernji list      | veljača 1999.                            |              |
| Slobodna Dalmacija | lipanj 1999.                             |              |
| Novi list          | siječanj 2002.                           |              |

Hrvatska je posebnost odraz afere iz 2004. godine na hrvatsko internetsko novinarstvo. Kad je kućni pornić Severine 'procurio' u javnost portal index.hr objavio je fotografije iz filma, što je povećalo korištenje interneta u Hrvatskoj na 20 % čime se broj korisnika gotovo udvostručio. Takav način privlačenja čitatelja je nelegalan, pokazala je sudska odluka iz 2014. godine po kojoj je pjevačica zabilježila ovrhu u Državnom zavodu za intelektualno vlasništvo na zaštićeni žig u vlasništvu tvrtke Prva stranica, dugogodišnjeg nakladnika jednog od čitanijih portala www.index.hr.

## Važnija literatura
- Božidar Novak, Hrvatsko novinarstvo u 20. stoljeću, Zagreb 2005.
- Mato Brautović, Online novinarstvo, Zagreb 2011.